# Newcastle (Texas)
Pour les articles homonymes, voir Newcastle.
Newcastle est une ville située dans l’État américain du Texas, dans le comté de Young. Elle comptait 585 habitants lors du recensement de 2010.

## Histoire
La ville, installée sur le site d'une mine de charbon qui a fermé en 1942, doit son nom à la cité minière anglaise de Newcastle upon Tyne.

## Source
- (en) Cet article est partiellement ou en totalité issu de l’article de Wikipédia en anglais intitulé « Newcastle, Texas » (voir la liste des auteurs).